# Sonia Gandhi
Sonia Gandhi, em hindi सोनिया गाँधी, nascida Antonia Edvige Albina Maino, (Lusiana, 9 de dezembro de 1946) é uma política da Índia e ex-presidente do Partido do Congresso, viúva do ex-primeiro-ministro indiano Rajiv Gandhi e nora da também ex-primeira-ministra Indira Gandhi. Em 2010 foi apontada como a segunda mulher mais poderosa do mundo pela revista Forbes, após Angela Merkel, chanceler da Alemanha. Em 2012, foi apontada pela mesma revista como uma das 30 pessoas mais poderosas do mundo. No ano seguinte, 2013, foi colocada como a terceira mulher mais poderosa do mundo, atrás de Angela Merkel, chanceler da Alemanha, e Dilma Rousseff, presidente do Brasil, ocupando a 21ª posição na lista elaborada pela Forbes.
Nascida na província de Vicenza, região do Vêneto, filha de Stefano e Paola Maino, aos cinco anos de idade mudou-se com sua família para Orbassano, no Piemonte, a cerca de vinte quilômetros de Turim, onde passou toda sua adolescência.
Enquanto freqüentava um curso de inglês numa escola de idiomas em Cambridge conheceu Rajiv Gandhi, que mais tarde tornar-se-ia primeiro-ministro da Índia. Casaram-se em 1968, após Sonia estabelecer residência na Índia.
Em 2004, Sonia Gandhi venceu as eleições legislativas indianas, todavia preferiu não assumir o cargo de primeira-ministra, principalmente por causa das críticas acerca de sua naturalidade, designando Manmohan Singh em seu lugar.
Em 16 de dezembro de 2017, foi sucedida no cargo de presidente do partido pelo seu filho Rahul Gandhi.